# دوني إيفرت
دوني إيفرت (بالإنجليزية: Donny Everett)‏ هو لاعب كرة قاعدة أمريكي، ولد في 16 أبريل 1997 في كلاركسفيل في الولايات المتحدة، وتوفي في 2 يونيو 2016 في مانشستر في الولايات المتحدة بسبب غرق.

## وصلات خارجية
- دوني إيفرت على موقعبيزبول رفرنس.كوم (الدوري الثانوي) (الإنجليزية)